# Castianeira abuelita
Castianeira abuelita là một loài nhện trong họ Corinnidae.
Loài này thuộc chi Castianeira. Castianeira abuelita được miêu tả năm 1969 bởi Reiskind.